# TV Paulista
La TELE Paulista fue una emisora de televisión acogida en la ciudad de São Paulo, en el estado homónimo. Operaba en el canal 5 VHF y fue la segunda emisora de televisión a ser inaugurada en la ciudad (la primera fue la TELE Tupi SP, fundada en 1950).
Fue la primera emisora de TELE en el país que no pertenecía al grupo de los Diarios Asociados, comandados por Assis Chateaubriand. Creada por el diputado federal Oswaldo Ortiz Monteiro, que en 1955 repasó el control de la estación a las Organizaciones Victor Costa.

## Historia
Era la más pequeña televisión de São Paulo: su sede era sólo un pequeño apartamento del Edificio Liège, en la Calle de la Consolação, n.º 2570, y los estudios eran montados en el garaje y en un espacio para una tienda en la planta baja del mismo edificio. La cocina era el laboratorio de revelación y la redacción de los textos y del telediario eran hechos en la sala. Todo en el mayor improviso. Poco después, se transfirió para la calle de las Palmeiras, en el barrio de Santa Cecília.
Aun así, fue capaz de presentar una programación de calidad, batiendo varias veces la TELE Record y quedando al lado de la entonces líder TELE Tupi.
Importantes nombres de la televisión brasileña pasaron por ella, tales como Hebe Camargo y Silvio Santos. De 1959 a 1961 tuvo como director artístico Mario Brasini que escribió y dirigió la telenovela "Laura" y los programas: "El alma de las cosas", "Estampas Eucalol", "Teledrama 3 Leones", "Buena noche, Carmela", entre otros. Fue también en la TELE Paulista que Sílvio Santos se lanzó como presentador, con el programa Vamos A Juguetear de Forca.

## Programas

### Entretenimiento
- Teatro Nicete Bruno
- Teledrama
- Circo del Arrelia
- Teatro de Aluminio
- Teatro Cacilda Becker
- Chat con Silveira Sampaio
- Inácio Brinquinho
- Recluta 23 (de Manoel de Nóbrega)
- Teledrama 3 Leones
- El Mundo es de las Mujeres (con Yara Lins, Riva Blanche y Hebe Camargo)
- La Plaza de la Alegría
- Buena Noche, Carmela
- El alma de las Cosas
- Don Pasquale
- Vamos A Juguetear de Forca y Programa Silvio Santos (con Silvio Santos)
- Intimidade
- Cantando con Petrônio (con Francisco Petrônio)
- Zas Tras

### Telenovelas
- 1952: Helena, Señora, Diva, Casa de Pensión y Iaiá Garcia
- 1953: Lo Muero de los Vientos Uivantes (con Maurício Shermann)
- 1954: Peter Pan
- 1956: Neli, Mi Hijo, mi Orgullo y Luz de la Esperanza
- 1957: En la Noche del Pasado y Mi Pequeña Lady (con Dionísio Azevedo)
- 1958: La gran Mentira, Presencia de Anita y David Copperfield
- 1959: Mi Devoção, Himno al Amor, Los Hermanos Dombey y El Guarani
- 1960: Oliver Twist, Helena y Laura
- 1961: Mateus Falcone, La Heredera de Ferleac, Las Grandes Esperanzas, El Ebrio, Francisca y La Fugitiva
- 1962: Zogbi, La Pequeña Lady, La Encruzilhada y Colegio de Brotos
- 1963: El Viejo Scrooge, El Tronco del Ipê, La Tienda de Antigüedades, Blanca de Nieve y los Siete Enanos y Las Cuatro Hermanas
- 1964: Romance de Bernadete, Tortura d'Alma, Yo Amo Ese Hombre y Un Ramo de Rosas
- 1965: La Sombra del Pasado, Llamas que No se Borran, Cadena de Cristal, Ilusiones Perdidas, Marina, Pasión de Otoño, El Ebrio y Pecado de Mujer
- 1966: Padre Tião, Un Rostro de Mujer, El Rey de los Ciganos, Yo Compro esta Mujer y El Sheik de Agadir
- 1967: Anastácia - La Mujer sin Destino, La Sombra de Rebeca y La Reina Loca

## Curiosidades
Están incluidas las telenovelas de la TELE Globo, de 1965 a 1967, que la TELE Paulista exhibió. A partir de febrero de 1968, la TELE Paulista pasaba a llamarse TELE Globo de São Paulo. A pesar de la emisora haber sido comprada en 1964, solamente en 1967 Roberto Marino consiguió la concesión del canal, y así, en el inicio de 1968, alteró su nombre, y por la misma razón, el programa Zas Tras también está incluido.

## Controversias
A mediados de la década de 1960 el empresario Roberto Marino adquiere la TELE Paulista, que estaba decadente después de la muerte de Victor Costa, con programas saliendo del aire, falta de inversiones y pérdida de profesionales. Los herederos de la Familia Ortiz Monteiro intentaron revertir judicialmente esa venta, en acción ajuizada en 2001, bajo la alegación de que la transferencia de la emisora para las Organizaciones Victor Costa nunca fue regularizada - o sea, Victor Costa Junior vendió a Roberto Marino algo que no era legalmente suyo. Alegaron aunque había 673 accionistas minoritarios, que juntos detenían 48% del capital de la empresa, y que habrían sido lesados - ya que Roberto Marino se hube apropiado de sus acciones de modo irregular en 1975, declarándolos "muertos" o "desaparecidos" en el recadastramento societario. Por otro lado, con la autorización del Dentel, extinto órgano del Ministerio de las Comunicaciones, hubo lo confisco de las acciones bajo la forma de subscrição por valor unitario de Cr$1,00 (un crucero) por acción, transferidas para el nombre de Roberto Marino, en Asamblea General Extraordinaria presidida por él propio, lo que hizo de Marino el único propietario de la estación.
En la década de 1990, después de la muerte de Oswaldo Ortiz Monteiro, su familia comenzó a investigar el fraude en la compraventa de la emisora. Según una pericia patrocinada por la familia, hecha en proceso judicial el año de 2003, esta concluyó que las firmas del contrato fueron falsificadas e incluyeron desde nombres de personas fallecidas antes de la transferencia hasta el uso de máquinas de escribir que aún no existían en la época de la supuesta transferencia. Sin embargo, la pericia judicial no constató cualquier irregularidad en los contratos. Después de conturbada tramitación judicial, el espólio de Ortiz Monteiro, perdió en todos los ejemplares judiciales y el día 24 de agosto de 2010, el Superior Tribunal de Justicia (STJ) considera válida la compraventa de la TELE Paulista por Roberto Marino. La familia Ortiz entró con recurso en el Supremo Tribunal Federal (STF), que sin embargo no fue aceptado. Hoy el proceso se encuentra finalizado y arquivado, no cabiendo más cualquier recurso. Vea tramitación en el STJ: RECURSO ESPECIAL Nº 1.046.497 - RJ (2008/0075967-4).

## Emisora afiliada
| Nombre      | Ciudad | UF | Canal | Prefijo | Situación actual |
| ----------- | ------ | -- | ----- | ------- | ---------------- |
| TELE Santos | Santos | SP | 5 VHF | PRB-4   | Extinta          |